# Ann Clwyd
Ann Clwyd Roberts, känd som Ann Clwyd, född 21 mars 1937 i Halkyn i Flintshire, Wales, död 21 juli 2023 i Cardiff, var en brittisk (walesisk) politiker (Labour). Hon var ledamot av underhuset för Cynon Valley mellan 1984 och 2019.
Från 1979 till 1984 var Ann Clwyd EU-parlamentariker för valkretsen Mid and West Wales. Hon hade under 1980- och 1990-talen olika poster i Labours skuggkabinett. Inför Irakkriget utnämndes hon av Tony Blair till speciellt sändebud för mänskliga rättigheter i Irak. Den 9 augusti 2004 blev hon medlem av Privy Council.
Hon var tidigare lärare.